# Arquidiocese de Acapulco
A Arquidiocese de Acapulco (Archidiœcesis Acapulcana) é uma circunscrição eclesiástica da Igreja Católica situada em Acapulco, Guerrero, México. Seu atual arcebispo é Leopoldo González González. Sua Sé é a Catedral Nossa Senhora das Dores.
Possui 84 paróquias servidas por 126 padres, contando com 4.258.000 habitantes, com 72,2% da população jurisdicionada batizada.

## História
A diocese de Acapulco foi ereta em 18 de março de 1958 com a bula Quo aptiori do Papa Pio XII, recebendo o território da diocese de Chilapa (atual diocese de Chilpancingo-Chilapa). A bula teve execução em 24 de janeiro de 1959. Era sufragânea da Arquidiocese da Cidade do México.
Em 27 de outubro de 1964 cede uma parte do seu território em vantagem da ereção da diocese de Ciudad Altamirano.
Em 10 de fevereiro de 1983 é elevada ao posto de arquidiocese metropolitana com a bula Quo maius do Papa João Paulo II.

## Prelados
| #                   | Nome                          | Período     | Notas                        |
| Arcebispos          | Arcebispos                    | Arcebispos  | Arcebispos                   |
| ------------------- | ----------------------------- | ----------- | ---------------------------- |
| 4º                  | Leopoldo González González    | 2017 -      | Atual                        |
| 3º                  | Carlos Garfias Merlos         | 2010 - 2016 | Nomeado Arcebispo de Morelia |
| 2º                  | Felipe Aguirre Franco         | 2001 - 2010 | Arcebispo emérito            |
| 1º                  | Rafael Bello Ruiz             | 1983 - 2001 |                              |
| Arcebispo-coadjutor |                               |             |                              |
|                     | Felipe Aguirre Franco         | 2000 - 2001 |                              |
| Bispos              |                               |             |                              |
| 2º                  | Rafael Bello Ruiz             | 1976 - 1983 | Elevado à Arcebispo          |
| 1º                  | José del Pilar Quezada Valdés | 1958 - 1976 |                              |
| Bispos-auxiliares   |                               |             |                              |
|                     | Juan Navarro Castellanos      | 2004–2009   | Nomeado Bispo de Tuxpan      |
|                     | Rafael Bello Ruiz             | 1974 - 1976 | Nomeado Bispo diocesano      |